# Anartia jatrophae
El pavo real blanco (Anartia jatrophae) es una especie de mariposa encontrada en el sureste de Estados Unidos, América Central y gran parte de América del Sur.
Las plantas hospederas de las orugas incluyen  Bacopa monnieri, Bacopa caroliniensis, Bacopa innominata, Phyla nodiflora, Phyla lanceolata, y Ruellia caroliniana.

Los machos muestran comportamiento territorial, en el que lo protegen de otros machos y de otros insectos en una zona de unos 15 metros de diámetro que contiene las plantas hospederas anfitrionas de sus orugas.

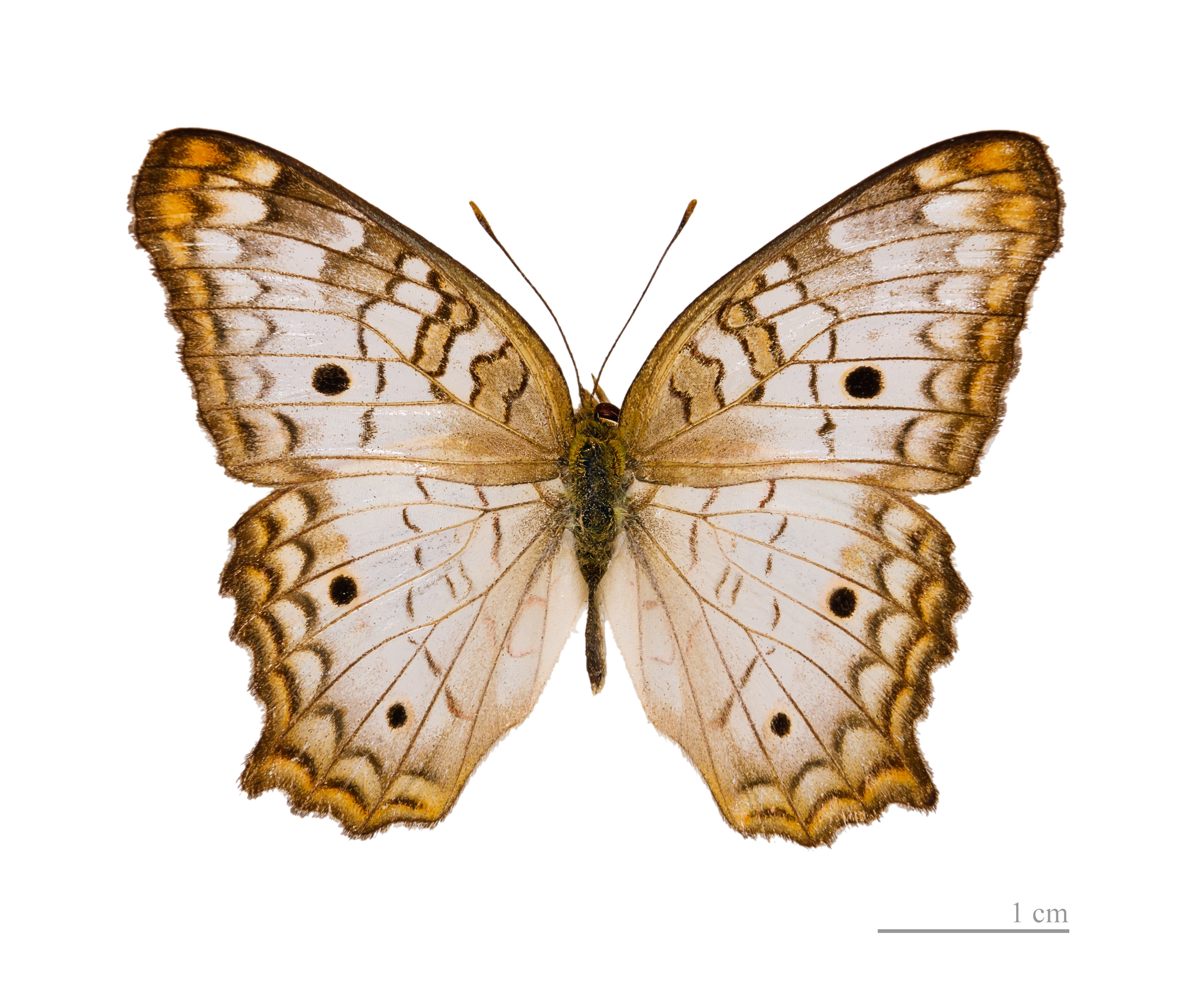
parte dorsal, macho MHNT
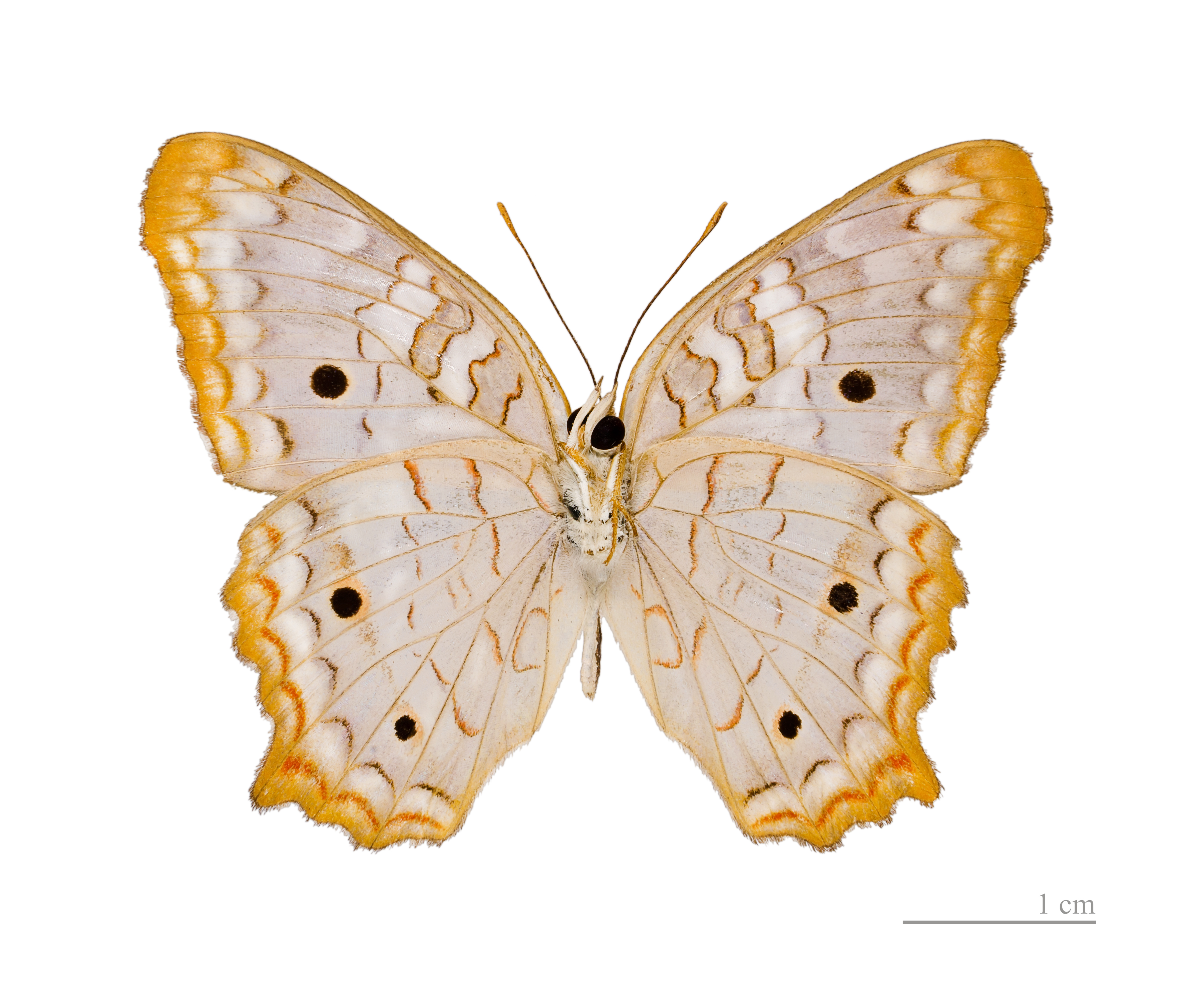
ventral, macho MHNT
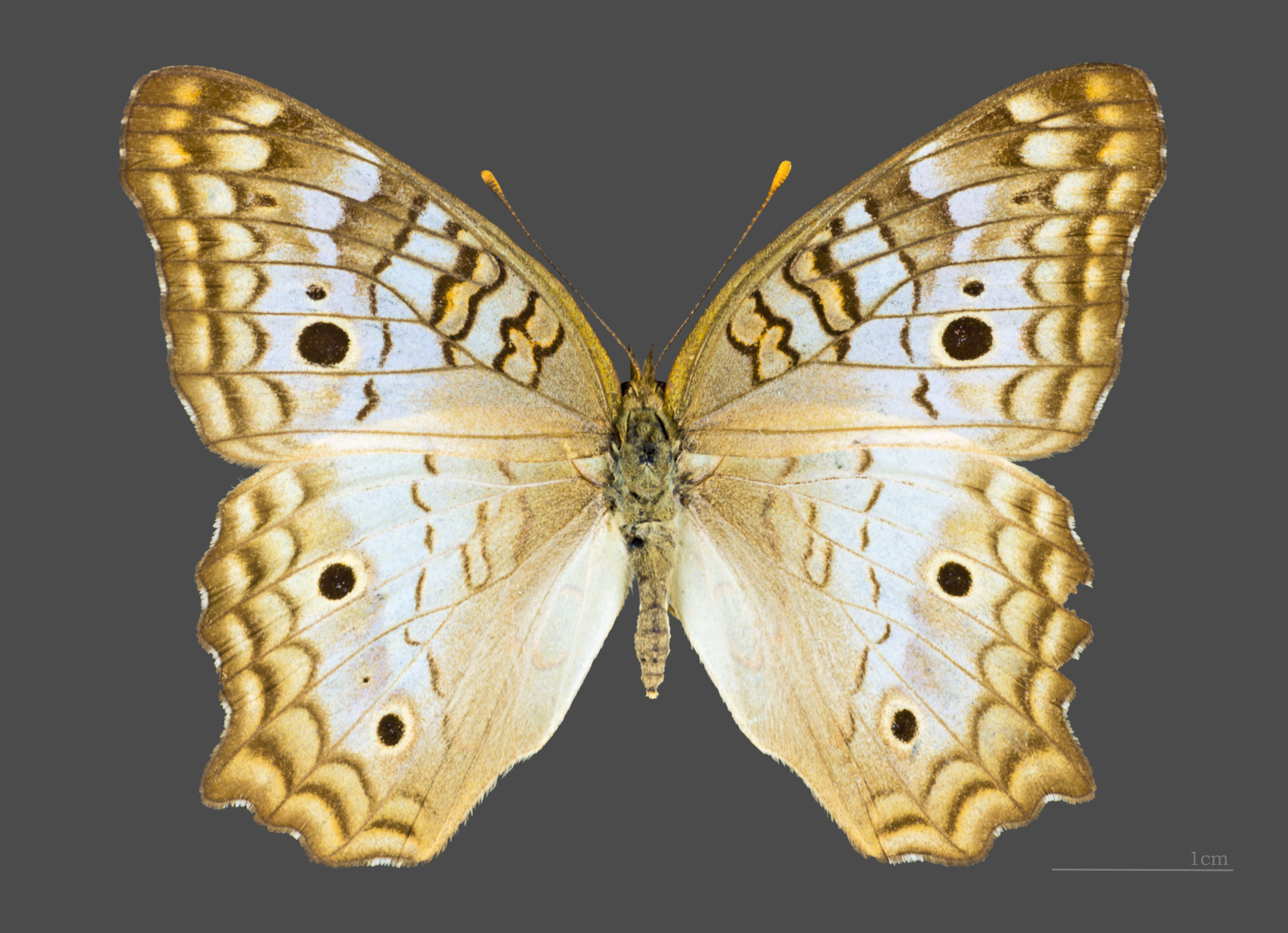
dorsal, hembra MHNT
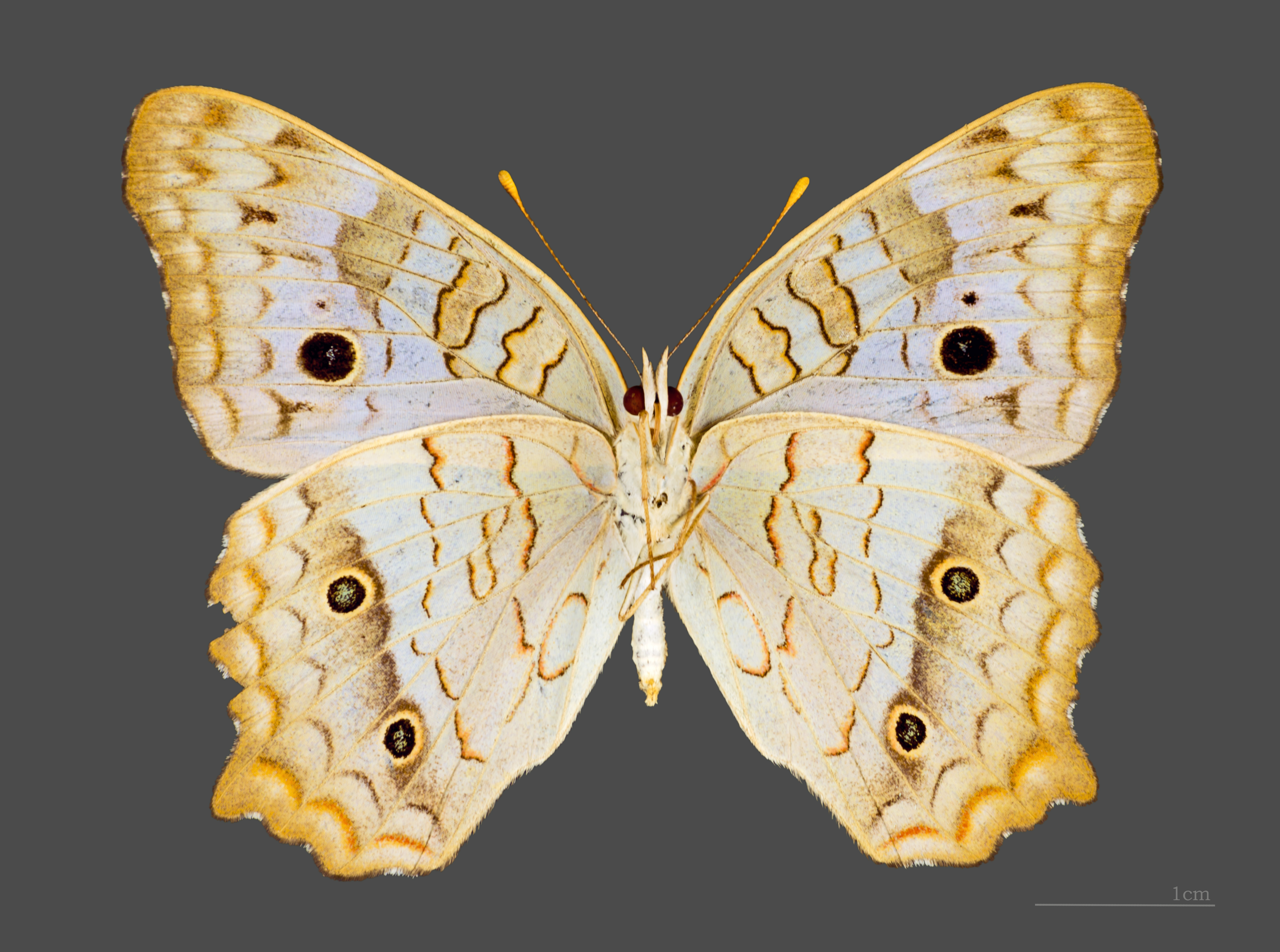
ventral, hembra MHNT
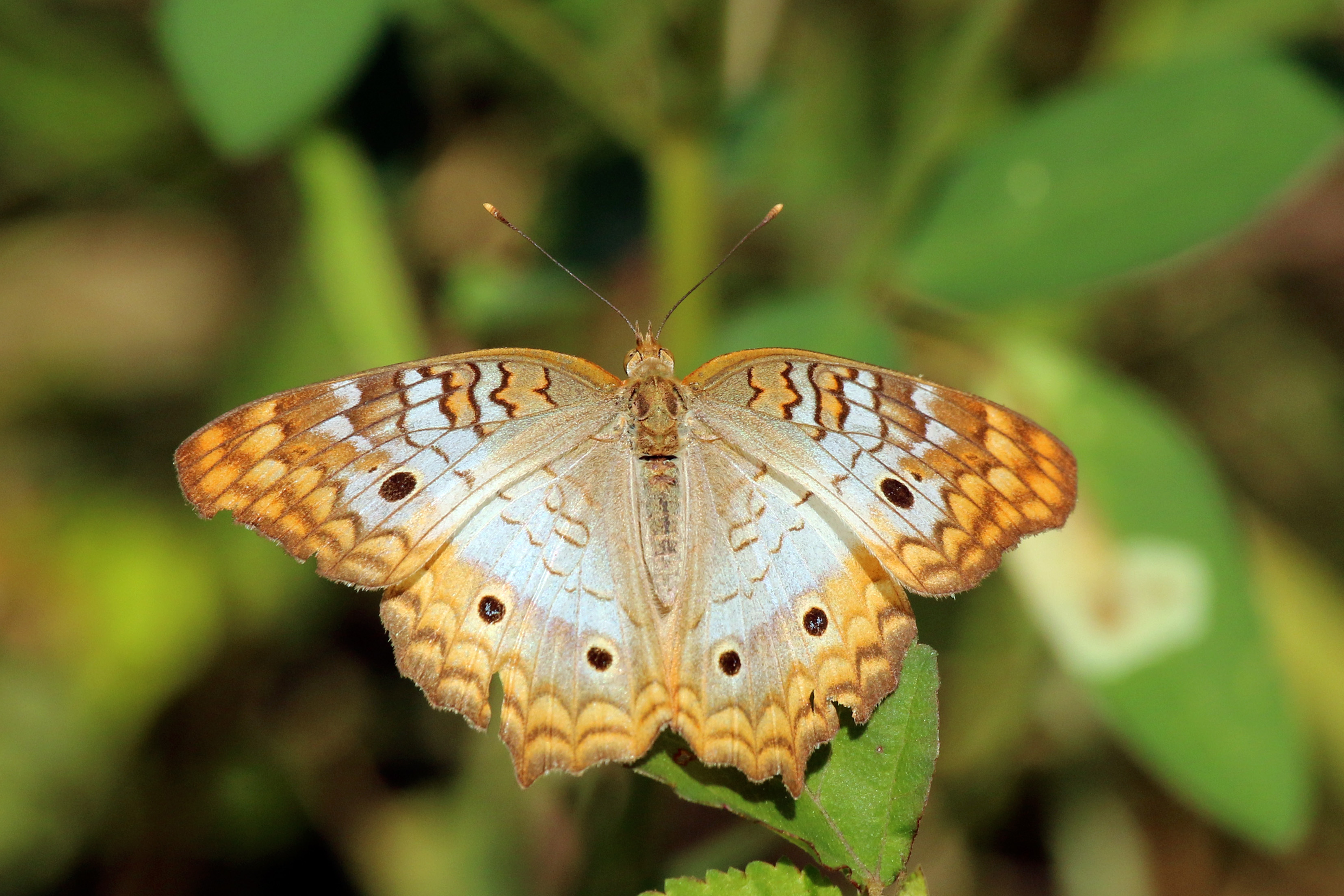
Pavo real blanco jamaicano
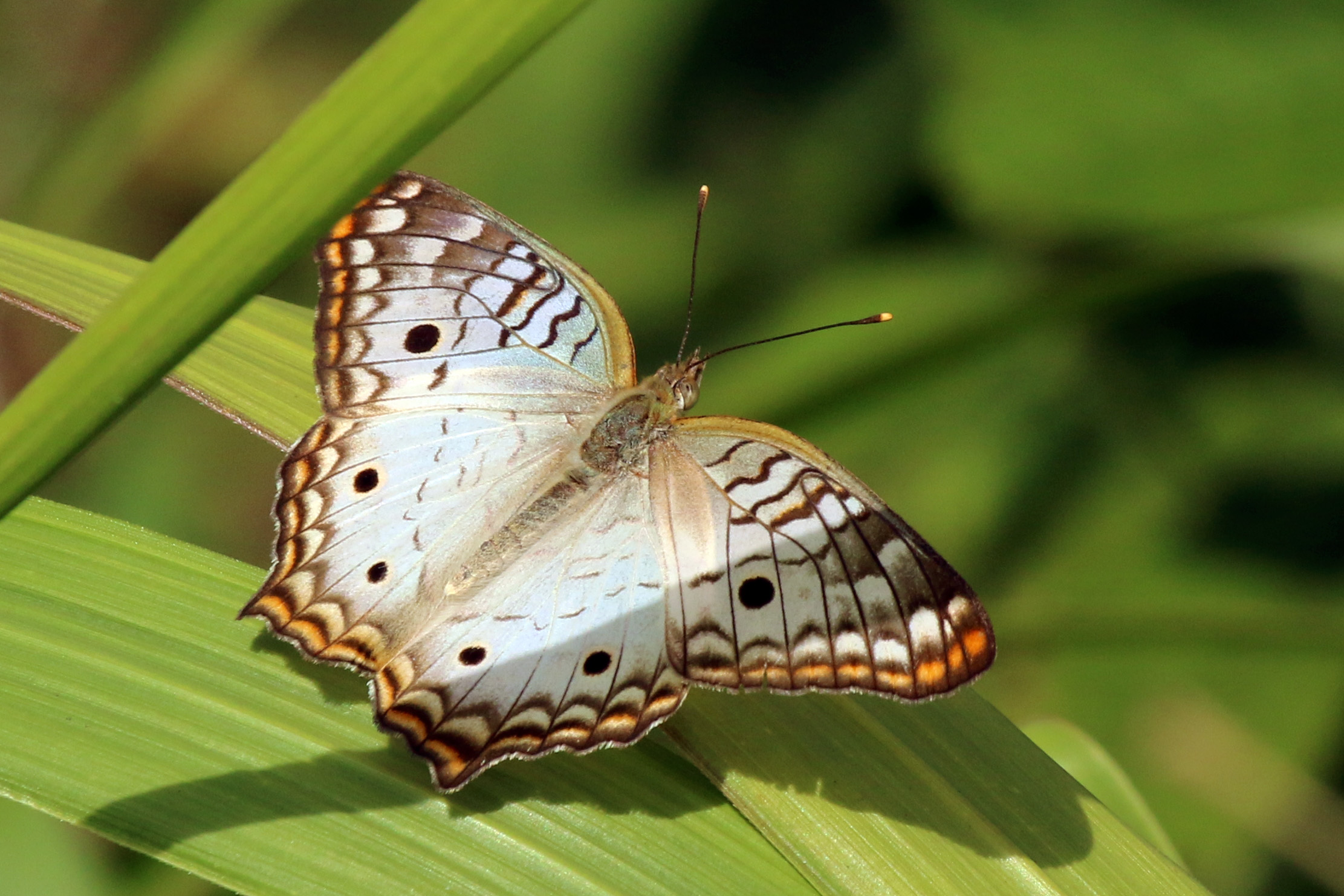
Anartia j. jatrophae, Tobago
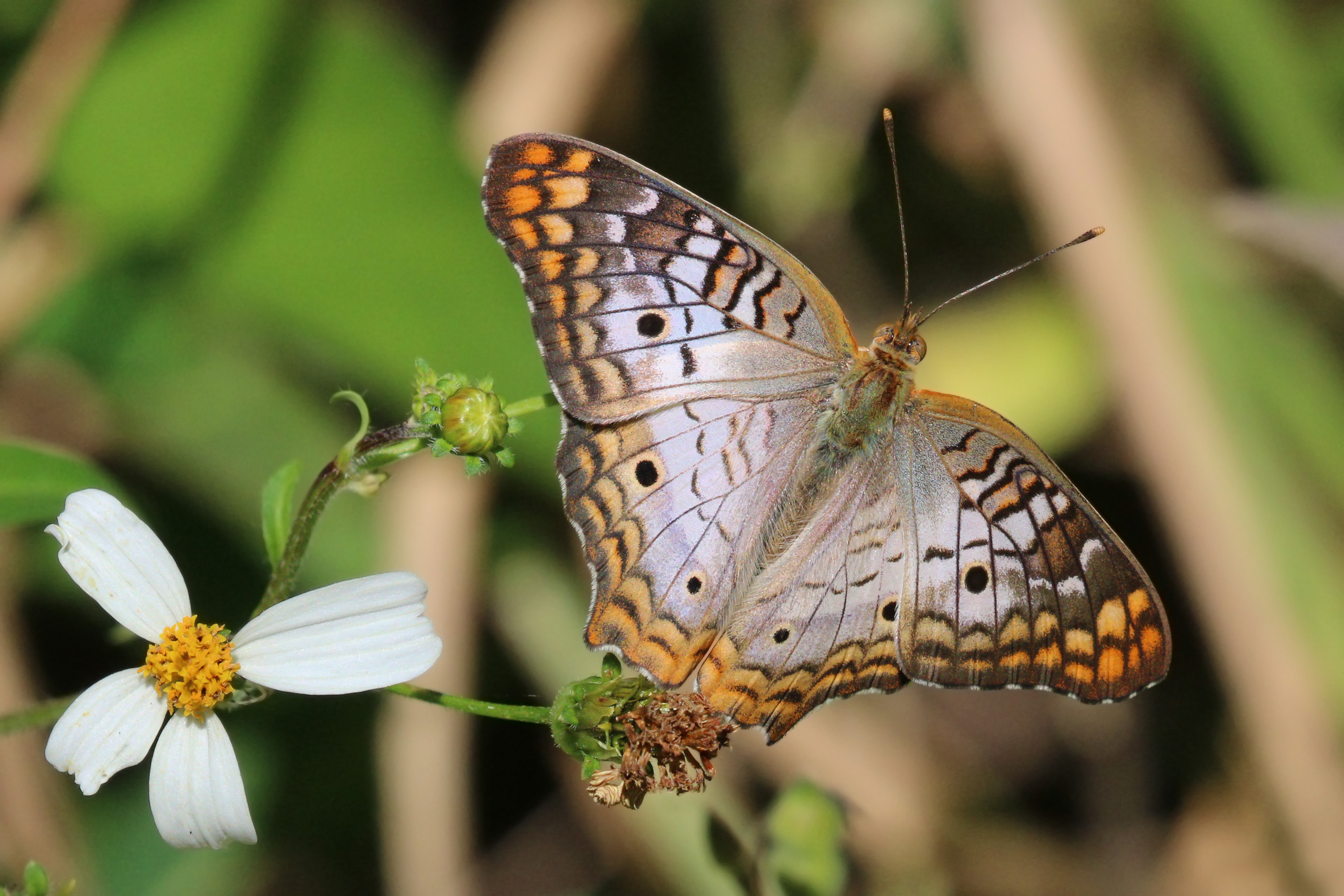
Anartia j. guantanamo, Cuba